# Węgierscy posłowie do Parlamentu Europejskiego 2004
Węgierscy posłowie V kadencji do Parlamentu Europejskiego uzyskali ten status w dniu 1 maja 2004, tj. w dniu akcesji Węgier do Unii Europejskiej. Byli przedstawicielami krajowego parlamentu. Ich mandaty wygasły w dniu zakończenia kadencji PE 19 lipca 2004.

## Lista posłów
Węgierska Partia Socjalistyczna (PES)
- Imre Czinege
- Szabolcs Fazakas
- Zita Gurmai
- Gyula Hegyi
- Magda Kósáné Kovács
- Zoltán Szabó
- Csaba Tabajdi
- Ágnes Vadai
- Gyula Vári
- Pál Vastagh

Węgierska Partia Obywatelska „Fidesz” (EPP-ED)
- Zoltán Bagó
- Mihály Balla
- Attila Gruber
- András Gyürk
- Jenő Manninger
- Zsolt Németh
- Csaba Őry
- László Surján
- József Szájer

Węgierskie Forum Demokratyczne (EPP-ED)
- István Balsai
- József Ékes
- András Kelemen

Związek Wolnych Demokratów (ELDR)
- Mátyás Eörsi
- István Szent-Iványi